# Na Boca do Mundo
Na Boca do Mundo é um filme brasileiro de 1979 do gênero drama dirigido por Antônio Pitanga, escrito por Leopoldo Serran e protagonizado pelo próprio Antônio Pitanga, Sibele Rúbia e Norma Bengell. Ambientado em Atafona, litoral do Rio de Janeiro, ele conta a história de um triângulo amoroso entre Antônio, Terezinha e Clarisse.

## Enredo

Cena do filme em que Antônio (centro) apresenta Clarisse (esquerda) a Terezinha (direita), em Na Boca do Mundo (1979)

Antônio (Antônio Pitanga) é frentista e morador de Atafona, litoral do Rio de Janeiro, que, estimulado por sua mulher, Terezinha (Sibele Rúbia), quer ir morar na cidade grande. O interesse amoroso de Antônio por Clarisse (Norma Bengell), uma mulher rica, é incentivado por Terezinha, que vê no relacionamento extraconjugal dos dois uma forma de mudar de vida.

## Elenco
- Antônio Pitanga como Antônio: Frentista e companheiro de Terezinha.
- Sibele Rúbia como Terezinha: Vendedora de caranguejos e companheira de Antônio.
- Norma Bengell como Clarisse: Mulher rica cansada da vida "vazia" na cidade.
- Angelito Mello como Cardoso: Dono do posto de gasolina onde Antônio trabalha.

## Produção
As filmagens do filme começaram em 23 de fevereiro de 1977 em Atafona e duraram seis semanas, a um custo de 2,5 milhões de cruzeiros. Durante as gravações, três das cinco casas em que a equipe de produção guardava os materiais das filmagens foram "totalmente arrasadas" pela elevação do nível do mar.

### Música
A música tema de Na Boca do Mundo foi composta por Jorge Ben e cantada por Caetano Veloso. Ben compôs Amante Amado especificamente para esse filme.

### Roteiro
O roteiro do filme é de Leopoldo Serran baseado em um argumento de Cacá Diegues escrito em 1963.

## Lançamento
Na Boca do Mundo estreou em 22 de janeiro de 1979 em dez cinemas do Rio de Janeiro, em Brasília e em Vitória.